# Federal Reserve Bank of Minneapolis

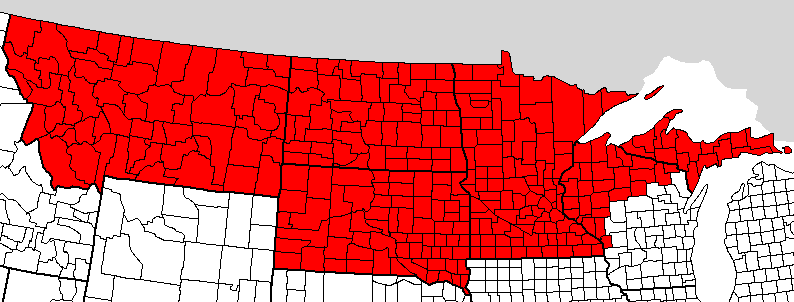
Det nionde distriktet som Minneapolis Fed har hand om.

Federal Reserve Bank of Minneapolis, kallas Minneapolis Fed,  är en regional centralbank inom USA:s centralbankssystem Federal Reserve System. De har ansvaret för det nionde distriktet i centralbankssystemet, vilket innebär att de har ansvaret för hela delstaterna Minnesota, Montana, North Dakota och South Dakota samt delar av delstaterna Michigan och Wisconsin. Minneapolis Fed använder sig av bokstaven I och siffran 9 för att identifiera sig på de dollar-sedlar som används i distriktet. De har sitt huvudkontor i Minneapolis i Minnesota och leds av Neel Kashkari.

## Historik
Federal Reserve System har sitt ursprung från den 23 december 1913 när lagen Federal Reserve Act signerades av USA:s 28:e president Woodrow Wilson (D). Den 2 april 1914 meddelade Federal Reserve System att distrikten var bestämda och vart de regionala centralbankerna skulle vara placerade. Den 18 maj grundades samtliga tolv regionala centralbanker medan den 16 november öppnades dessa officiellt.

## Ledare
Källa: 
* = Ordförande för Federal Reserve System.
|             | Person                | Period    |
| ----------- | --------------------- | --------- |
| Bankchefer  |                       |           |
|             | Theodore Wold         | 1914–1919 |
|             | Roy A. Young*         | 1919–1927 |
|             | W.B. Geery            | 1927–1936 |
| Presidenter |                       |           |
|             | John N. Peyton        | 1936–1952 |
|             | Oliver S. Powell      | 1952–1957 |
|             | Frederick L. Deming   | 1957–1965 |
|             | Hugh D. Galusha Jr.   | 1965–1971 |
|             | Bruce K. MacLaury     | 1971–1977 |
|             | Mark H. Willes        | 1977–1980 |
|             | E. Gerald Corrigan    | 1980–1984 |
|             | Gary H. Stern         | 1985–2009 |
|             | Narayana Kocherlakota | 2009–2015 |
|             | Neel Kashkari         | 2016–     |